# 從大歷史的角度讀蔣介石日記
《從大歷史的角度讀蔣介石日記》是歷史學家黃仁宇於1990年代的作品。著作風格承襲他所提倡的“大歷史觀”，试图全面檢索中國現代史中最富爭議性人物──蔣中正，於大歷史框架之下，其人成就及其歷史局限性。記敘的時間自1924年黃埔建軍始，自1945年抗戰結束止。這段時間是為作者所認為，蔣中正為中國較有創作性工作的時段。

## 日記的種類
蔣中正日記收藏在美國史丹佛大學的胡佛研究中心，在2009年才完全開放。黃仁宇的研究並沒有機會閱讀到第一手的蔣中正日記，而是參考秦孝儀、毛思誠所編輯的年譜、類抄本等(現存於中國第二歷史檔案館)，以及《中央日報》譯印的《蔣總統祕錄》而作。